# Adrien Hunou
Adrien Hunou (sinh ngày 19 tháng 1 năm 1994) là cầu thủ chuyên nghiệp người Pháp chơi ở vị trí tiền vệ trung tâm cho câu lạc bộ Stade Rennais. Anh ấy đã từng thi đấu cho đội tuyển Pháp ở các cấp độ U18, U19 và U20.

## Sự nghiệp cấp câu lạc bộ
Hunou có trận ra mắt Ligue 1 vào ngày 25 tháng 8 năm 2013 trong trận đấu giữa Stade Rennais và Evian Thonon Gaillard F.C. sau khi vào sân thay thế cho Nélson Oliveira vào phút 88.
Anh được cho mượn ở Clermont Foot (đội bóng khi ấy đang thi đấu ở Ligue 2) vào tháng 12 năm 2014.
Vào ngày 21 tháng 9 năm 2016, Hunou đã xuất hiện lần đầu tiên trong mùa giải 2016–17 tại Ligue 1 và ghi bàn thắng đầu tiên cho Rennes, ấn định tỷ số 3–2 trước Marseille.
Ngày 3 tháng 8 năm 2019, Hunou là người mở tỷ số trong trận đấu Siêu cúp bóng đá Pháp 2019.

## Sự nghiệp quốc tế
Hunou đã từng thi đấu cho đội tuyển Pháp ở các cấp độ U18, U19 và U20.

## Danh hiệu

### Cấp câu lạc bộ
Stade Rennais
- Vô địch Cúp quốc gia Pháp (Coupe de France): 2018–19
- Á quân Siêu cúp bóng đá Pháp: 2019

### Cấp quốc tế
U–20 Pháp
- Vô địch Toulon Tournament 2015
- Á quân Toulon Tournament 2014

U–19 Pháp
- Á quân UEFA European Under-19 Championship: 2013